# Casa Codorniu
La casa Codorniu és un edifici situat al núm. 10 de la Rambla de Barcelona, catalogat com a bé amb elements d'interès (categoria C).

## Història
Fou construït immediatament després de l'enderroc del tram de muralla de la part baixa de la Rambla entre el Pla de les Comèdies (actual plaça del Teatre) i el convent de Sant Francesc l'abril del 1776. El maig d'aquest any, el prevere Pau Codorniu i Martí i el seu germà Jaume van demanar permís per a obrir balcons i posar guarda-rodes a la casa nova que estaven construint al costat de la d'en Salvador de March, ambdues obra de l'arquitecte Joan Soler i Faneca. El 1797, Pau Codorniu es va adreçar novament a l'Ajuntament per a sol·licitar la construcció del clavegueró corresponent a la seva casa.
El 1860 s'hi va establir el Círculo Ecuestre, que hi romandria fins al 1907. En temps de la República fou la seu del Centre Autonomista de Dependents del Comerç i de la Indústria (CADCI), que fou canonejat el 6 d'octubre del 1934. Després de la Guerra Civil s'hi instal·là una escola sindical fins al 1971, i actualment és una de les seus del sindicat UGT.

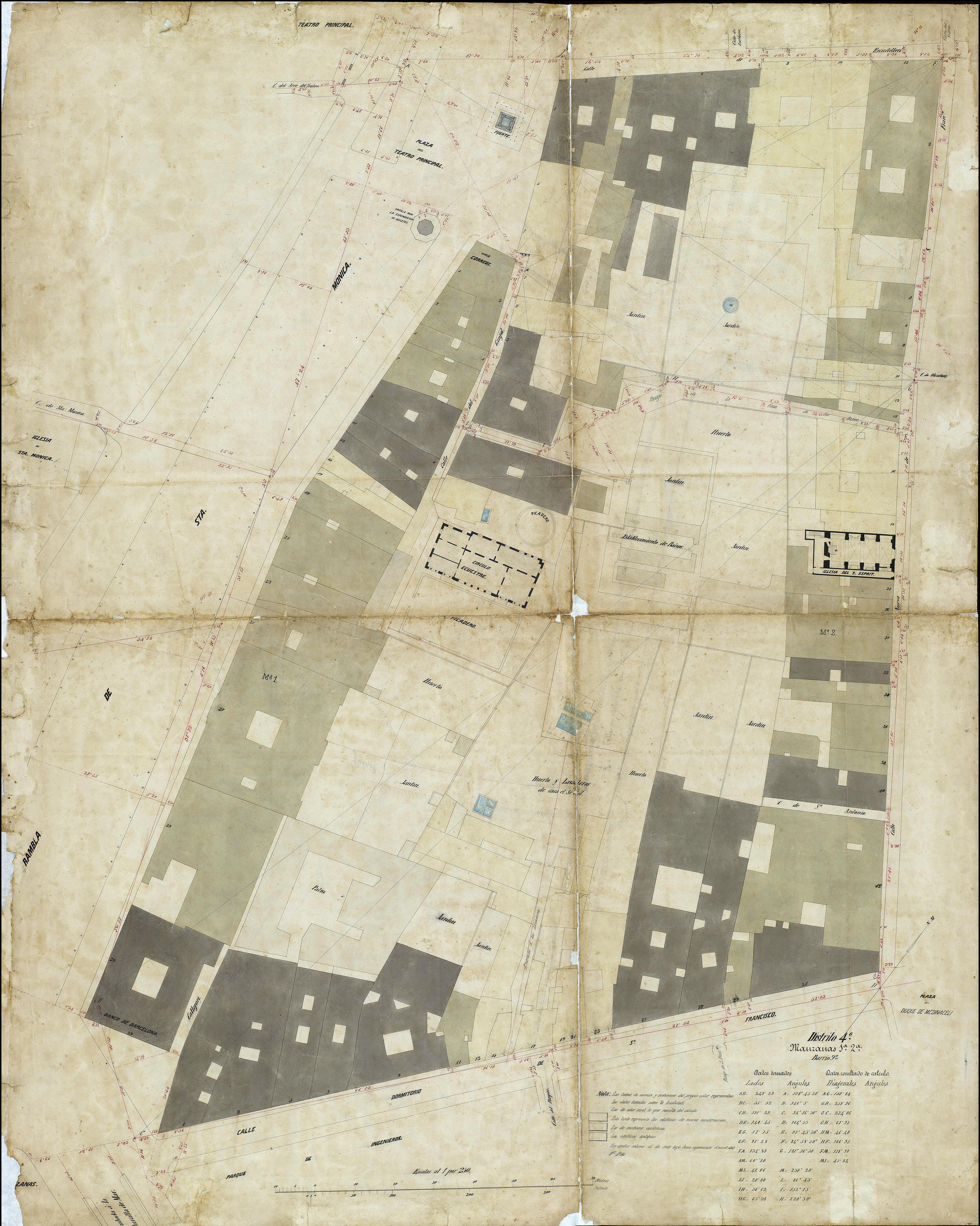
Quarteró núm. 112 de Garriga i Roca (c. 1860)

## Descripció
Consta de planta baixa, amb tres portals d'arc escarser motllurat (el central és el més gran) i damunt s'aixequen un alt principal amb balconada, tres pisos amb balcons i un àtic reculat respecte del pla de façana, fruit d'una remunta moderna. Totes les obertures estan emmarcades en pedra, mentre que la resta del parament és arrebossat i pintat.
Els usos diversos a què ha estat destinat han anat transformant el seu interior, incloent-hi la construcció de nous cossos d'edificació a l'antic hort.